# Жиландинський сільський округ
Жиланди́нський сільський округ (каз. Жыланды ауылдық округі, рос. Жыландинский сельский округ) — адміністративна одиниця у складі Алакольського району Жетисуської області Казахстану. Адміністративний центр — село Жиланди.
Населення — 1632 особи (2021; 2151 у 2009, 2397 у 1999, 3220 у 1989).
Станом на 1989 рік існувала Жиландинська сільська рада (села Жиланди, Майкан, Тонкурус, Чинжали) колишнього Андрієвського району, село Константиновка перебувало у складі Ніколаєвської сільської ради.

## Склад
До складу округу входять такі населені пункти:
| Населений пункт | Населення, осіб (1989) | Населення, осіб (1999) | Населення, осіб (2009) | Населення, осіб (2021) |
| --------------- | ---------------------- | ---------------------- | ---------------------- | ---------------------- |
| Жиланди, село   | 1952                   | 1044                   | 1427                   | 1059                   |
| Кокжар, село    | 294                    | 384                    | 189                    | 146                    |
| Майкан, село    | 254                    | 351                    | 102                    | 43                     |
| Тонкеріс, село  | 443                    | 294                    | 183                    | 181                    |
| Шинжили, село   | 277                    | 324                    | 250                    | 203                    |